# Anoplius americanus
Anoplius americanus är en stekelart som först beskrevs av Ambroise Marie François Joseph Palisot de Beauvois.  Anoplius americanus ingår i släktet Anoplius och familjen vägsteklar. Inga underarter finns listade i Catalogue of Life.